# Nikola Iliew
Nikola Iliew (bulgarisch Никола Илиев; * 6. Juni 2004 in Russe) ist ein bulgarischer Fußballspieler, der aktuell für die Jugendabteilung von Inter Mailand spielt. 2021 war er einer von sechzig Talenten der „Next Generation“-Liste von The Guardian.

## Karriere

### Verein
Am 29. September 2019 debütierte Iliew bei der 0:1-Heimniederlage gegen Slawia Sofia in der Parwa liga für Botew Plowdiw, als er in der 58. Spielminute für Stanislav Shopov eingewechselt wurde. Damals war er gerade einmal 15 Jahre alt. Die Mannschaft erreichte Platz 9 in der Liga, wobei er in zwei Spielen auf dem Platz stand und zwei Spiele auf der Bank verbrachte. Zudem debütierte er im Bulgarischen Pokal beim 0:1-Sieg gegen den FK Botew Galabowo am 4. März 2020. Danach kam Iliew im Pokal nicht mehr zum Einsatz und die Mannschaft schied im Halbfinale schließlich gegen ZSKA Sofia aus.
Nach seinem Wechsel zu Inter Mailand kam er in der Saison 2020/21 in der U19-Liga auf vier Einsätze. Die Mannschaft erreichte in der Liga den zweiten Platz, schied jedoch in der Finalrunde im Halbfinale gegen den FC Empoli aus. Auch in der U18-Liga kam er auf 15 Einsätze und sechs Tore. Die U18-Mannschaft erreichte Platz 1 in der Liga, schied aber im Halbfinale mit einer 1:2-Niederlage gegen den CFC Genua aus, wobei auch Iliew zum Einsatz kam. Im Viertelfinale der Coppa Italia Primavera am 17. März 2021 wurde Iliew erstmals im U19 bei der 2:4-Niederlage gegen Lazio Rom eingesetzt. Trotz seines Treffers schied die Mannschaft aus dem Wettbewerb auf.
Am 28. September 2021 debütierte er beim 0:1-Auswärtssieg gegen Schachtar Donezk in der UEFA Youth League, als er in der 66. Spielminute für Fabio Abiuso eingewechselt wurde.
2021 war er einer von 60 Talenten der „Next Generation“-Liste von The Guardian.

### Nationalmannschaft
Am 29. Januar 2021 debütierte Iliew beim 4:0-Sieg über die U19-Mannschaft von Nordmazedonien für die U19-Mannschaft von Bulgarien.

## Spielweise
Iliew überzeugt im Dribbling und im Spielaufbau.